# Consejo de Estados (Sudán)
El Consejo de Estados (en árabe:مجلس الولايات السوداني, Maǧlis al-Wilāyāt) fue la cámara alta del parlamento de Sudán de 2005 a 2019. Se estableció como parte del Acuerdo General de Paz (AGP), cuyo objetivo era poner fin a la prolongada guerra civil entre el gobierno sudanés y los grupos rebeldes en el sur de Sudán. El AGP dispuso la creación de una Legislatura Nacional de Sudán bicameral, compuesta por el Consejo de Estados y la Asamblea Nacional.
La Legislatura Nacional, que incluía el Consejo de Estados, se disolvió el 11 de abril de 2019 tras el derrocamiento del presidente Omar al-Bashir y su Partido del Congreso Nacional en un golpe militar.
Sin embargo, tras el derrocamiento del presidente Omar al-Bashir y su Partido del Congreso Nacional en un golpe militar el 11 de abril de 2019, la Legislatura Nacional, incluido el Consejo de Estados, se disolvió. El golpe fue seguido por meses de protestas y una lucha de poder entre los militares y grupos civiles, que finalmente resultó en la formación de un gobierno de transición en agosto de 2019.
Como parte de la transición a la democracia en 2019, se formaría un Consejo Legislativo de Transición que funcionará como la legislatura de Sudán hasta las elecciones programadas para 2022.
En agosto de 2020, se alcanzó un acuerdo de reparto de poder entre los líderes militares y civiles de Sudán, que allanó el camino para la formación de un gobierno de transición con un consejo gobernante conjunto, compuesto por militares y civiles. El acuerdo también preveía la formación de un nuevo órgano legislativo, el Consejo Soberano, que actuaría como autoridad legislativa provisional del país hasta la celebración de elecciones.

## Presidentes del Consejo de Estados
| Nombre                   | Inicio del cargo     | Fin del cargo       | Notas         |
| ------------------------ | -------------------- | ------------------- | ------------- |
| Ali Yahya Abdalla        | 31 de agosto de 2005 | 2010                | [ 8 ] [ 9 ]   |
| Maj-Gen. Adam Hamid Musa | mayo de 2010         | 2014 - ?            | [ 10 ] [ 11 ] |
| Omer Suleiman Adam       | 1 de junio de 2015   | 11 de abril de 2019 | [ 3 ] [ 12 ]  |